# عبدالرحیم ملازاده
عبدالرحیم ملازاده (به عربی: أبو المنتصر البلوشی) (زادهٔ ۱۳۳۷ خورشیدی) از عالمان اهل سنت ایران، مجری و از مؤسسان «شبکه وصال فارسی» (شبکهٔ توحید کنونی) است. او از مخالفان و منتقدین مذهب شیعه و نظام جمهوری اسلامی ایران است. عبدالعزیز ملازاده نمایندهٔ اولین دورهٔ مجلس خبرگان برادر وی بود. عبدالمالک ملازاده نیز برادرزادهٔ او بود که طی کشتار موسوم به «قتل‌های زنجیره‌ای» کشته شد.

## زندگی‌نامه
مولانا «ملازاده سربازی» پدر او از قضات بلوچستان بود. عبدالرحیم به کویت پناهنده شد. در سال ۱۹۷۹ تحصیلات خود را در دانشگاه اسلامی مدینه از سر گرفت؛ و برای تکمیل تحصیلات‌اش به دمشق رفته و در سال ۱۹۸۴ از دانشکده شریعت دانشگاه دمشق فارغ‌التحصیل شد. او در ادامه فوق‌لیسانس خود را از دانشکده امام اوزاعی در بیروت، با پایان‌نامه‌ای تحت‌عنوان «مردم بلوچ و بلوچستان» به پایان رساند. او از مؤسسین «جامعهٔ اهل سنت ایران» در لندن می‌باشد.

## آثار
- مهدی موعود یا مهدی موهوم (تألیف).[۲][۳][۴]
- ویرانگری‌ها و خیانت‌های مدعیان تشیع در اسلام (تألیف).[۱][۲][۳]
- دفاع از آل و اصحاب پیامبر، نوشتهٔ ابراهیم بن عامر الرحیلی (ترجمه).[۳]
- المفکّرون المسلمون فی مواجهة المنطق الیونانی، نوشتهٔ سید مصطفی حسینی طباطبایی (ترجمه).[۵]
- مناظره آیت‌الله حسینی قزوینی با مولوی ملازاده «امامت و خلافت»، تحقیق موسسه تحقیقاتی والعصر. قم: شمیم گل نرگس‏‫، ۱۳۸۹.[۶]